# António Ventura (político)
António Lima Cardoso Ventura (11 de março de 1968) é um político português. Foi deputado à Assembleia da República entre 2015 e 2020, pelo círculo dos Açores.. É atualmente Secretário Regional da Agricultura e Alimentação do XIV Governo Regional dos Açores.